# Пішохідно-велосипедний міст через Володимирський узвіз
Пішохідно-велосипедний міст через Володимирський узвіз (також відомий як Скляний міст) — металевий трипролітний балковий міст в центральній частині міста Києва, завдовжки 216 метрів.

## Історія
Ідеї спорудження пішохідно-велосипедного мосту з парку «Володимирська гірка» (від пам'ятника Володимиру Великому) до Хрещатого парку (Арки Свободи українського народу) існували ще за радянських часів.
Наприкінці 2017 року був презентований сучасний проєкт пішохідно-велосипедного мосту. У грудні 2018 року почалися будівельні роботи, які завершилися 26 травня 2019 року, до Дня Києва. Конструкції виготовив Миколаївський суднобудівний завод «Океан».
25 травня 2019 року відбулася урочиста церемонія відкриття пішохідно-велосипедного мосту між Аркою Свободи українського народу та Володимирською гіркою. У церемонії брав участь міський голова Києва Віталій Кличко. За його словами, у будівництві мосту використані 90 % вітчизняних матеріалів. Він також зазначив, що будівництво самого мосту обійшлося у 275 млн гривень, будівництво фонтану, благоустрій територій і прокладання мереж — близько 90 млн гривень, укріплення схилів — 55 млн гривень. При будівництві мосту використано 700 тонн сталі Метінвесту. Зокрема, листи марки S420 NL1 завтовшки від 8 до 55 мм були виготовлені на маріупольському комбінаті «Азовсталь».
10 жовтня 2022 року, під час російського ракетного удару по Києву та інших містах України, о 08:18 за місцевим часом, поруч з мостом впала російська ракета. Момент вибуху ракети зняли декілька камер відеоспостереження. На відео було видно, що під час попадання на пішохідному мосту знаходилося декілька людей, але постраждалих не було виявлено. Одразу після влучання частина мосту на декілька хвилин вкрилася густим, чорним димом. Міст вкрився дрібними уламками конструкцій та скла. Чисельні скляні декоративні вставки були пошкоджені або знищені вибухом. Очевидці потім розповідали, що бачили під мостом велику вирву. Судячи з цих свідчень, російська ракета трохи зачепила міст і полетіла далі вниз у бік Володимирського узвозу, що зрештою врятувало міст від руйнування. Внаслідок атаки скляна конструкція не лише вистояла, але й залишилася майже непошкодженою. Згодом київський пішохідний міст почали порівнювати з Кримським мостом, який напередодні зазнав руйнувань в результаті вибуху. Голова Миколаївської ОВА Віталій Кім назвав російську атаку спробою помститися.
|  | Я так розумію, щоб помститися за Керченський міст, росіяни намагалися знищити скляний міст біля Арки Свободи українського народу (символічно, до речі). Але й тут навіть облажалися, — потролив росіян очільник Миколаївської області. |

Користувачі мережі також підкреслили, що українські мости — це не російське «казна що» на кшталт Керченського мосту в Криму, який будували росіяни, і який розсипався після першого ж обстрілу.

## Конструкція
Пішохідно-велосипедний міст через Володимирський узвіз має трипролітну будову. Несуча балка — металева цільнозварна (завдовжки 216 метрів від одного деформаційного шва до іншого), спирається на дві проміжні залізобетонні опори та два кінцеві упори. Балка має два вигини в горизонтальній площині з архітектурно-естетичних міркувань. Перильні огородження виконані з металу та скла. Залізобетонні опори облицьовуються дзеркальними панелями.
У місцях повороту мосту проєктом передбачені оглядові майданчики зі скляними вставками в підлозі. До опори, яка розташована біля брами сходів до пам'ятника Магдебурзькому праву, має бути прилаштований пасажирський ліфт для підйому на міст.